# Радіометричні сепаратори
Радіометричні сепаратори (рос. радиометрические сепараторы, англ. radiation separators; нім. radiometrische Aufbereitungsanlagen f pl, radiometrische Klaubeapparate m pl) — апарати для збагачення корисних копалин методом радіометричної сепарації. Радіометричні сепаратори обробляють матеріал крупністю від 250 до 0,5 мм. С.р. забезпечує збагачення мінералів у вузькому діапазоні крупності частинок (напр., 50-75; 25-50 мм і т. д.), що розрізняються здатністю випускати, відбивати або поглинати різні види променів.

## Різновиди

Радіометричний сепаратор:
1 – конвеєр; 2 – датчик; 3 – екран; 4 – шибер; 5 – електромагніт; 6 – радіометр.

Застосовуються такі типи радіометричних сепараторів:
- 1. Авторадіометричні — основані на використанні випромінювань (в основному γ-випромінювання) природнорадіоактивних хімічних елементів (уранових руд).
- 2. Фотонейтронні — основані на використанні відмінностей в інтенсивності нейтронного випромінювання, що випускається мінералами, при опроміненні руди γ-променями; застосовуються для збагачення берилієвих руд. Ядра берилію здатні випускати нейтрони під впливом γ-променів.
- 3. Нейтронно-активаційні — основані на використанні відмінностей в наведеній (штучно) радіоактивності при опроміненні руди потоком нейтронів; застосовується для сортування флюоритових руд.
- 4. Рентгенорадіометричні — основані на використанні рентгенівських характеристичних спектрів хімічних елементів, що входять до складу мінералів і збуджуються ізотопними джерелами гамма- або рентгенівського випромінювання; застосовуються для збагачення олов'яних руд.
- 5. Гамма-абсорбційні — основані на відмінності в здатності поглинання мінералами γ-випромінювання; застосовуються для збагачення залізняку, вугілля.
- 6. Люмінесцентні — основані на відмінності в інтенсивності люмінесценції (холодного свічення) мінералів під впливом на них рентгенівського або ультрафіолетового випромінювання; застосовуються для збагачення алмазів.
- 7. Нейтронно-абсорбційні — основані на відмінності мінералів в здатності ослабляти потік теплових нейтронів внаслідок їх захоплення ядрами хімічних елементів; застосовуються для збагачення руд бору.
- 8. Фотометричні — основані на відмінностях у властивості мінералів відображати, пропускати або заломлювати світло; застосовуються для збагачення кварцу, крейди, магнетиту, золотовмісних руд і т. д.

## Приклади конструктивного виконання
- Сепаратор стрічкового типу. На рисунку наведена схема одного з найпоширеніших у ХХ ст. — стрічкового радіометричного сепаратора з розділовим механізмом шиберного типу. Сепаратор складається зі стрічкового конвеєра 1, датчика 2, екрана 3, шибера 4, електромагніту 5 і радіометра 6.

Вихідна руда подається на стрічковій конвеєр і моношаром переміщується до розділового шибера. Інтенсивність γ-випромінювання грудок руди реєструється датчиком радіометра, що розташовується у кінцевому барабані конвеєра. При підвищеній інтенсивності γ-випромінювання грудок руди радіометр через контакти К реле Ре подає струм на обмотку електромагніту. Осердя електромагніту втягується і за допомогою важеля повертає шибер так, щоб був відкритий збірник для концентрату. Пуста порода з низькою інтенсивністю γ-випромінювання направляється у збірник відходів, який у звичайному стані відкритий.
Перед збагаченням матеріал класифікується на вузькі класи, кожний клас збагачується окремо. Перевагою процесу радіометричної сепарації є висока селективність розділення.
Сучасний радіометричний сепаратор має інший — значно більш швидкодійний розділовий механізм — наприклад, на основі повітряних форсунок (див. Сепаратор фотометричний). Потік повітря, який подається через форсунки, змінює траєкторію руху частинок руди (вугілля тощо) в залежності від їх якості.